# Clibadium sylvestre
Clibadium sylvestre là một loài thực vật có hoa trong họ Cúc. Loài này được (Aubl.) Baill. mô tả khoa học đầu tiên năm 1882.